# 野毛大塚古墳
野毛大塚古墳（日语：／ Nogeōtsukakofun）是位於日本東京都世田谷區野毛的一座扇貝形古墳，為東京都指定有形文物、東京都指定史跡。

## 概要
古墳位於東京都世田谷區野毛1丁目的玉川野毛町公園內，武藏野台地上標高約30-33米的地方。江戶時代後期開始，古墳才變得為人所知，當時被稱為東大塚。其後，曾經改稱為上野毛古墳或等等力高爾夫球場古墳。它是丸子川沿岸的荏原台古墳群的代表性古墳之一，其周遭也有很多古墳。
古墳全長82米、直徑66米、高11米，結構為圓墳前附有一小部份，乃日本為數不多的扇貝形古墳之一。1897年，在古墳展開了考古調查，發現了石棺，當時出土的大量陪葬品，成為了帝國博物館（即後來的東京國立博物館）的館藏。
墳丘處也發現了葺石和埴輪。古墳的四周被馬蹄形的周壕所包圍。
另外，古墳的後圓部的4副棺木，其第一主體是割竹型棺木，長8.2米、闊0.6至0.8米左右，在其中出土了短甲、頭盔、頸甲、肩甲、鐵劍、直刀19件、鐵鏃25個以上、鐵製刀子、鐵鎌、內行花文鏡、銅釧、刀子和手斧等石製仿製品19件、竪櫛30件、玉石類2000件以上和矢筒等等。
箱式石棺中則出土了勾玉、管玉、臼玉、鐵刀、劍、盔甲碎片等等，另外也有不少滑石製成的陪葬品，包括石履、石台、石杯、石盤、石甑、石斧和石刀子等233件。其中分作14類的刀子證明了古墳建於古墳時代中期（5世紀）。
1936年，考古學家後藤守一將調查成果整理成報告書。
古埴既是東京都的史跡，也是世田谷區遺跡。

## 文物

### 日本國指定重要文物
- 東京都野毛大塚古墳出土品（考古資料） - 世田谷區立鄉土資料館藏。2016年8月17日指定[5]。
  - 鐵製品41件、青銅製品兩件、石製仿製品19件、玉石32件、竪櫛20件（以上從第一主體部中出土）
  - 玉石兩件（以上從第二主體部中出土）
  - 鐵製品159件、石製仿製品14件（以上從第三主體部中出土）
  - 鐵製品兩件、水晶丸玉兩件（以上從第四主體部中出土）
  - （附加指定）埴輪碎片11件、須惠器（日语：須恵器）碎片3件、土師器高杯4件（以上從墳丘出土）

### 東京都指定文物
- 有形文化財
  - 野毛大塚古墳主体部出土品 2900多件（考古資料） - 宇奈根考古資料室藏（非公開）、世田谷區立鄉土資料館保管（公開）。2001年3月5日指定[6]。
- 史跡
  - 野毛大塚古墳 - 1952年11月3日指定為東京都指定舊跡，後來於1975年2月6日改為東京都指定史跡[3]。

## 外部連結
- 古代の暮らしを体験～野毛大塚古墳で「古墳まつり」開催 世田谷区役所ウェブサイト